# Noni Madueke
Chukwunonso Tristan "Noni" Madueke (sinh ngày 10 tháng 3 năm 2002) là một cầu thủ bóng đá chuyên nghiệp người Anh hiện đang thi đấu ở vị trí tiền vệ cánh cho câu lạc bộ Premier League Arsenal và đội tuyển bóng đá quốc gia Anh.

## Thiếu thời
Madueke sinh ngày 10 tháng 3 năm 2002 ở Barnet, Luân Đôn, Anh, và là người gốc Nigeria. Anh chuyển đến ngôi làng nhỏ Wintelre cùng mẹ sau khi ký hợp đồng với PSV.

## Sự nghiệp câu lạc bộ

### Sự nghiệp ban đầu
Madueke gia nhập đội trẻ của Crystal Palace vào năm 9 tuổi và có 3 năm gắn bó với đội bóng này. Sau đó, anh gia nhập Tottenham Hotspur, nơi anh từng là đội trưởng đội U-16 và ra mắt đội U-18 ở tuổi 15.

### PSV
Madueke chuyển đến câu lạc bộ Hà Lan PSV vào tháng 6 năm 2018 với hợp đồng có thời hạn 3 năm.
Ngày 26 tháng 8 năm 2019, Madueke có trận đấu ra mắt tại giải hạng nhì Hà Lan (Eerste Divisie) cho Jong PSV khi vào sân ở phút 64 trận thua MVV Maastricht 1-0. Đến ngày 19 tháng 1 năm 2020, anh có trận đấu đầu tiên cho đội một PSV ở tuổi 17 trong cuộc đối đầu VVV-Venlo. Sau trận đấu đó, anh đã có những màn trình diễn đột phá cho đội một khi bắt đầu ghi bàn ngay tại trận đấu đầu tiên với tư cách là cầu thủ đá chính trong trận chiến thắng 2–1 trước Emmen. Trong mùa giải 2020-21, anh có tổng cộng 9 bàn thắng và 8 pha kiến tạo trên mọi mặt trận cho PSV.
Vào ngày 7 tháng 8 năm 2021, Madueke ghi hai bàn trong chiến thắng 4–0 trước Ajax tại Siêu cúp Hà Lan, qua đó giúp chấm dứt chuỗi 17 trận bất bại của Ajax.
Vào ngày 26 tháng 8 năm 2021, Madueke gia hạn hợp đồng với PSV có thời hạn đến năm 2025. Anh cũng được trao chiếc áo số 10.
Trong thời gian 4 năm rưỡi thi đấu cho PSV Eindhoven, Madueke ghi được 21 bàn thắng sau 77 trận.

### Chelsea
Ngày 20 tháng 1 năm 2023, câu lạc bộ Chelsea thông báo đã có được chữ ký của Madueke trong bản hợp đồng có thời hạn 7 năm rưỡi với phí chuyển nhượng khoảng 35 triệu euro. Ngày 3 tháng 2 năm 2023, anh có trận ra mắt Chelsea khi vào sân thay cho một tân binh khác là Mykhailo Mudryk ngay đầu hiệp 2 trong trận hòa 0-0 trước Fulham tại Giải Ngoại hạng Anh. Anh ghi bàn thắng đầu tiên cho câu lạc bộ vào ngày 2 tháng 5 năm 2023 trong trận thua 3–1 trước Arsenal tại vòng 34 Ngoại hạng Anh.
Ngày 23 tháng 1 năm 2024, Madueke ghi bàn trong chiến thắng 6-1 trước Middlesbrough ở lượt về bán kết Cúp EFL. Trong trận tứ kết Cup FA 2023-24 ngày 17 tháng 3, sau khi bị Leicester City gỡ hòa 2-2 sau khi dẫn 2-0, Chelsea ghi hai bàn ở các phút bù giờ thứ 2 và 8 để thắng lại 4-2, trong đó người ấn định tỷ số chung cuộc chính là Madueke. Ngày 27 tháng 4, anh lần đầu tiên vừa ghi bàn vừa kiến tạo cho Chelsea tại Premier League trong trận hòa 2-2 với Aston Villa.

#### 2024-25 =
Ngày 22 tháng 8 năm 2024, Madueke có pha lập công đầu tiên trong mùa giải mới trong trận lượt đi play-off tranh vé vào vòng bảng UEFA Conference League thắng Servette 2–0. Ba ngày sau đó, anh có hat-trick đầu tiên trong sự nghiệp cầu thủ của mình trong chiến thắng 6–2 trên sân khách trước Wolverhampton Wanderers vào ngày 25 tháng 8 năm 2024 sau khi anh bị cổ động viên Wolves la ó vì đã xúc phạm thành phố Wolverhampton và câu lạc bộ trên mạng xã hội. Vào ngày 6 tháng 10, anh ghi bàn gỡ hòa 1-1 và đây cũng là tỷ số chung cuộc trong cuộc đối đầu với Nottingham Forest ở vòng 7 Ngoại hạng Anh. Ngày 4 tháng 12, anh ghi một bàn và có một kiến tạo trong chiến thắng 5-1 trước Southampton. Sau trận đấu huấn luyện viên Enzo Maresca nói rằng Madueke còn phải cố gắng hơn nữa.
Trong trận đấu với Brighton tại Ngoại hạng Anh vào giữa tháng 2 năm 2025, anh bị chấn thương phải rời sân sớm và chỉ quay trở lại trong trận gặp Tottenham Hotspur ngày 3 tháng 4. Ngày 10 tháng 4 năm 2025, Madueke có cú đúp trong chiến thắng 3-0 tại trận tứ kết lượt đi UEFA Conference League với Legia Warsaw. Ngày 1 tháng 5, anh lại lập công tại đấu trường này trong trận bán kết lượt đi thắng Djurgården 4-1. Anh cũng đá chính ngay từ đầu trong trận chung kết đánh bại Real Betis 4-1 để giành chức vô địch UEFA Conference League 2024-25.
Trong hơn hai năm gắn bó với sân Chelsea, Madueke đá 92 trận, ghi 20 bàn và kiến tạo 9 lần.

### Arsenal
Ngày 5 tháng 7 năm 2025, Madueke đã đồng ý các điều khoản cá nhân với Arsenal dù Arsenal và Chelsea chưa thống nhất được mức phí chuyển nhượng. Ngày 18 tháng 7 năm 2025, Madueke chính thức được công bố trở thành cầu thủ của Arsenal theo bản hợp đồng có thời hạn 5 năm với phí chuyển nhượng ban đầu 48,5 triệu £, và có thể lên đến 52 triệu £ theo các điều kiện.

## Sự nghiệp quốc tế

### Đội trẻ
Madueke đã từng thi đấu cho các đội U-16, U-17, U-18 và U-21 Anh. Ngày 27 tháng 3 năm 2019, anh ghi hai bàn khi vào sân từ ghế dự bị giúp U-17 Anh đánh bại U-17 Đan Mạch 3-2. Anh là thành viên đội tuyển Anh tham dự Giải vô địch bóng đá U-17 châu Âu 2019.
Madueke ra mắt đội U-18 Anh với tư cách là cầu thủ vào sân thay người ở phút thứ 70 trong chiến thắng 3–2 trước Úc tại Sân vận động De Montfort Park vào ngày 6 tháng 9 năm 2019. Anh đã ghi bàn đầu tiên cho đội U-18 trong chiến thắng 2–0 trước Hàn Quốc tại Sân vận động North Street vào ngày 10 tháng 9 năm 2019.
Vào ngày 15 tháng 3 năm 2021, Madueke lần đầu tiên được triệu tập lên đội U-21 Anh để tham dự Giải vô địch U-21 châu Âu 2021. Anh đá chính trong trận ra mắt đội U-21 tại trận vòng bảng thứ hai, trận thất bại 2–0 trước Bồ Đào Nha vào ngày 28 tháng 3 năm 2021. Anh ghi bàn thắng đầu tiên cho đội U-21 trong trận chiến thắng 4–0 trong trận giao hữu gặp Pháp vào ngày 25 tháng 3 năm 2023. Vào ngày 14 tháng 6 năm 2023, Madueke lại được triệu tập tham dự Giải vô địch U-21 châu Âu. Anh ra sân cả sáu trận tại giải đấu mà U-21 Anh đã vô địch với thành tích không để thủng lưới.

### Đội tuyển quốc gia
Thông qua dòng máu Nigeria, Madueke có đủ điều kiện thi đấu cho Đội tuyển bóng đá quốc gia Nigeria. Ngày 29 tháng 8 năm 2024, anh lần đầu tiên được triệu tập vào đội tuyển Anh cho các trận đấu tại UEFA Nations League với Cộng hòa Ireland và Phần Lan. Anh có trận ra mắt đội tuyển Anh vào ngày 10 tháng 9 năm 2024 và đã kiến tạo cho Harry Kane ấn định chiến thắng 2–0 trước Phần Lan.

## Thống kê sự nghiệp
Tính đến 8 tháng 7 năm 2025
| Câu lạc bộ          | Mùa giải            | Giải vô địch        | Giải vô địch | Giải vô địch | Cúp quốc gia | Cúp quốc gia | Cúp Liên đoàn | Cúp Liên đoàn | Châu lục | Châu lục | Khác | Khác | Tổng cộng | Tổng cộng |
| Câu lạc bộ          | Mùa giải            | Hạng đấu            | Trận         | Bàn          | Trận         | Bàn          | Trận          | Bàn           | Trận     | Bàn      | Trận | Bàn  | Trận      | Bàn       |
| ------------------- | ------------------- | ------------------- | ------------ | ------------ | ------------ | ------------ | ------------- | ------------- | -------- | -------- | ---- | ---- | --------- | --------- |
| Jong PSV            | 2019–20             | Eerste Divisie      | 6            | 4            | —            | —            | —             | —             | —        | —        | —    | —    | 6         | 4         |
| PSV Eindhoven       | 2019–20             | Eredivisie          | 4            | 0            | 0            | 0            | —             | —             | 0        | 0        | —    | —    | 4         | 0         |
| PSV Eindhoven       | 2020–21             | Eredivisie          | 24           | 7            | 1            | 1            | —             | —             | 7        | 1        | —    | —    | 32        | 9         |
| PSV Eindhoven       | 2021–22             | Eredivisie          | 18           | 3            | 2            | 1            | —             | —             | 14       | 3        | 1    | 2    | 35        | 9         |
| PSV Eindhoven       | 2022–23             | Eredivisie          | 5            | 1            | 1            | 1            | —             | —             | 3        | 0        | 0    | 0    | 9         | 2         |
| PSV Eindhoven       | Tổng cộng           | Tổng cộng           | 51           | 11           | 4            | 3            | 0             | 0             | 24       | 4        | 1    | 2    | 80        | 20        |
| Chelsea             | 2022–23             | Premier League      | 12           | 1            | 0            | 0            | 0             | 0             | 0        | 0        | —    | —    | 12        | 1         |
| Chelsea             | 2023–24             | Premier League      | 23           | 5            | 6            | 1            | 5             | 2             | —        | —        | —    | —    | 34        | 8         |
| Chelsea             | 2024–25             | Premier League      | 32           | 7            | 1            | 0            | 1             | 0             | 7        | 4        | 5    | 0    | 46        | 11        |
| Chelsea             | Total               | Total               | 67           | 13           | 7            | 1            | 6             | 2             | 7        | 4        | 5    | 0    | 92        | 20        |
| Arsenal             | 2025–26             | Premier League      | 0            | 0            | 0            | 0            | 0             | 0             | 0        | 0        | —    | —    | 0         | 0         |
| Tổng cộng sự nghiệp | Tổng cộng sự nghiệp | Tổng cộng sự nghiệp | 124          | 28           | 11           | 4            | 6             | 2             | 31       | 8        | 6    | 2    | 178       | 44        |

1. ↑  Bao gồm KNVB Cup và FA Cup
2. ↑  Bao gồm EFL Cup
3. 1 2  Ra sân tại UEFA Europa League
4. ↑  Ra sân sáu lần và ghi hai bàn thắng tại UEFA Champions League, ra sân ba lần tại UEFA Europa League, ra sân năm lần và ghi một bàn thắng tại UEFA Europa Conference League
5. ↑  Ra sân tại Siêu cúp bóng đá Hà Lan
6. ↑  Ra sân tại UEFA Conference League
7. ↑  Ra sân tại FIFA Club World Cup

### Quốc tế
Tính đến 10 tháng 6 năm 2025
| Đội tuyển quốc gia | Năm       | Trận | Bàn |
| ------------------ | --------- | ---- | --- |
| Anh                | 2024      | 5    | 0   |
| Anh                | 2025      | 2    | 0   |
| Tổng cộng          | Tổng cộng | 7    | 0   |

## Danh hiệu

### Câu lạc bộ
PSV Eindhoven
- KNVB Cup: 2021–22
- Siêu cúp bóng đá Hà Lan: 2021[10]

Chelsea
- UEFA Conference League: 2024–25
- FIFA Club World Cup: 2025

### Quốc tế
U-21 Anh
- Giải vô địch bóng đá U-21 châu Âu: 2023[45]